# Et c’est un vieux pays

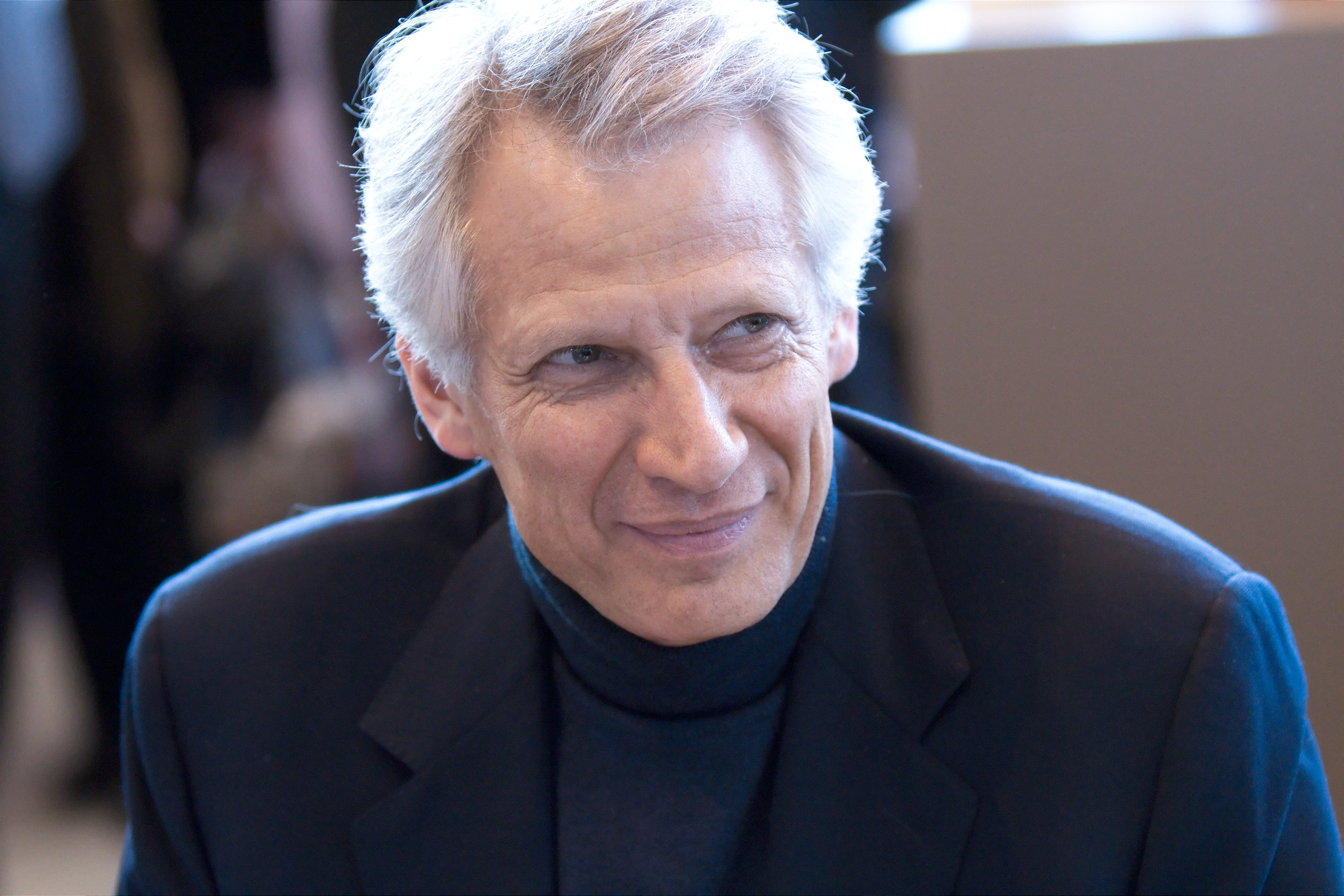
Dominique de Villepin (als Außenminister)

Et c’est un vieux pays  (deutsch „Und es ist ein altes Land …!“) ist der Titel einer Rede des französischen Ministers für auswärtige Angelegenheiten Dominique de Villepin vor dem Sicherheitsrat der Vereinten Nationen. Er hielt die Rede am 14. Februar 2003 und sprach sich vehement gegen den Angriff der USA auf den Irak aus.

## Rede
In seiner Rede vor dem Sicherheitsrat der Vereinten Nationen in New York brachte Dominique de Villepin den starken Widerstand Frankreichs gegen eine mögliche militärische Intervention gegen den Irak zum Ausdruck. Die Rede dauerte 15 Minuten inklusive Rhetorischer Pausen. Sie stellt auch eine Reaktion auf die Äußerungen des US-Verteidigungsministers Donald Rumsfeld aus dem zurückliegenden Monat dar, wobei dieser meinte, dass Frankreich und Deutschland nun zum „alten Europa“ (Old Europe) gehörten, im Gegensatz zu einem Europa des aufstrebenden Ostens, welches „das neue Europa“ bilde.
Die Kernpassage gegen Ende der Rede lautet:

« Dans ce temple des Nations Unies, nous sommes les gardiens d’un idéal, nous sommes les gardiens d’une conscience. La lourde responsabilité et l’immense honneur qui sont les nôtres doivent nous conduire à donner la priorité au désarmement dans la paix.
Et c’est un vieux pays, la France, d’un vieux continent comme le mien, l’Europe, qui vous le dit aujourd’hui, qui a connu les guerres, l’occupation, la barbarie. Un pays qui n’oublie pas et qui sait tout ce qu’il doit aux combattants de la liberté venus d’Amérique et d’ailleurs. Et qui pourtant n’a cessé de se tenir debout face à l’Histoire et devant les hommes. Fidèle à ses valeurs, il veut agir résolument avec tous les membres de la communauté internationale. Il croit en notre capacité à construire ensemble un monde meilleur. »

„In diesem Tempel der Vereinten Nationen sind wir die Hüter eines Ideals, sind wir die Wächter eines Gewissens. Angesichts der großen Verantwortung und der großen Ehre, die uns zuteil wird, müssen wir einer friedlichen Abrüstung die höchste Priorität einräumen.
Und es ist ein altes Land, Frankreich, eines alten Kontinents wie dem meinen, Europa, das Ihnen dies heute sagt, ein Land, das Kriege erlebt hat, Besatzung und Barbarei. Ein Land, das nicht vergisst und alles weiß, was es den Kämpfern für die Freiheit aus Amerika und anderswoher verdankt. Und das dennoch stets standhaft geblieben ist vor der Geschichte und vor den Menschen. Getreu seinen Werten möchte es mit allen Mitgliedern der internationalen Gemeinschaft entschlossen handeln. Es glaubt daran, gemeinsam eine bessere Welt errichten zu können.“

Villepin erhielt für seine Rede – an diesem Ort ungewöhnlich – Applaus und weltweite Aufmerksamkeit.
Mit der Operation Iraqi Freedom in einer „Koalition der Willigen“ angeführt von den Vereinigten Staaten wurde der Irakkrieg jedoch nur wenige Wochen später in der Nacht vom 19. zum 20. März mit gezielten Bombardements auf Bagdad eröffnet.
Die Rede wurde als ein Höhepunkt der Außenpolitik Frankreichs betrachtet, und sie taucht als solche auch in der französischen populären Kultur auf, darunter dem französischen Comic Quai d’Orsay (eines ehemaligen Redenschreibers von Villepin) und dessen Verfilmung unter Regie von Bertrand Tavernier (mit Thierry Lhermitte in der Rolle des Außenministers).
Die Rede kann als eine der Schlüssel-Reden der Chirac-Ära im Élysée betrachtet werden, nach der Anerkennung der Beteiligung des französischen Staates an der Rafle du Vélodrome d’Hiver (1942) vom 16. Juli 1995.